# Ácido butiracético
Se denomina en química ácido butiracético al ácido compuesto de ácido butírico y ácido acético, y fue hallado por Nallner en las aguas madres de la preparación del ácido tártrico y desdoblado por primera vez en ácido butírico y acético por Nickler, producto de la fermentación del tartrato de cal (el tartrato de potasa solo da ácido acético).

## Obtención
Nickler lo obtuvo descomponiendo por el ácido sulfúrico diluido una mezcla de disoluciones equivalentes de butirato y de acetato de cal.

## Algunos caracteres
- Se distingue de una mezcla sus dos componente en que una solución de cloro de calcio no puede quitarle el ácido acético
- Destila hacia 140°, no sin disociarse

## Combinación de butirato
Woder obtuvo una combinanción de butirato con arseniato de cobre mezclando el butirato de cobre con una solución a la ebullición de ácido arsénico.

## Éter butírico
Edward Frankland y Duppa obtuvieron por síntesis orgánica un éter butírico tratando el acetato de etilo por sodio y el éter sodacético obtenido por ioduro de etilo; alguna obra de Frankland:
- Inorganic chemistry, Filadelfia, 1885.

## Anhidrido butírico
Sir Benjamin Collins Brodie obtuvo el peróxido de butirilo tratando el anídrido butírico anhidro por el bióxido de bario, y Morkownikoff indicó un anhidrido isomero del anterior; alguna obra de Brodie:
- Ideal chemistry, Londres, 1880.

## Fermento butírico
Fermento descubierto por el botánico y biólogo Philippe Édouard Léon Van-Tieghem, denominado Bacillus amilobacter, dando lugar al origen de varios productos entre los cuales se encuentra el ácido butírico; alguna obra de Van-Tieghem:
- Eléments de botanique, París, 1918, 2 vols.
- Traité de botanique, París, 1891.